# CV-391
La CV-391 és una carretera provincial del País Valencià que uneix les poblacions de Villar de Olmos i Villar de Tejas amb Requena, en el seu inici, a través de la CV-395, i amb Utiel, en el seu final, a través de la CV-390. La major part de la carretera transcorre per la comarca de la Plana d'Utiel-Requena, encara que també ho fa per la comarca dels Serrans. És competència de la Diputació de València.

## Traçat
La CV-391 inicia el seu recorregut a un quilòmetre al nord de Requena, a una rotonda en la qual es creua amb la CV-395, que surt de Requena en direcció Xera, i amb l'Autovia A-3 a l'altura de la seva sortida 289. Després de 14 quilòmetres, arriba a Villar de Olmos, pedania de Requena dividida en dos nuclis separats per 1 quilòmetre de distància i units per la mateixa CV-391 (Villar de Olmos i La Cañada). Després d'això, creua a la comarca dels Serrans per arribar, a l'altura del quilòmetre 20, a Villar de Tejas, en el municipi de Xelva. Passat el nucli de població, la carretera torna a la comarca de la Plana d'Utiel-Requena creuant la Serra del Negrete pel Port del Negrete, arribant a una altitud de 1240 msnm. El pas es realitza pel vessant oest del propi Pic del Negrete per continuar el descens pel seu cara sud, arribant, en el quilòmetre 30, a la pedania utielana d'El Remedio, en la qual es troba l'Ermita del Remei. Finalment, passat el quilòmetre 32 arriba a Casas de Medina, una altra pedania d'Utiel, lloc en el qual finalitza el seu traçat en creuar-se amb la CV-390, que continua fins a Utiel.

## Punts d'interès i curiositats
De totes les carreteres que creuen la Serra del Negrete, frontera natural entre les comarques de la Plana d'Utiel-Requena i els Serrans, la CV-391 és la que ho fa pel punt més alt, molt prop dels pics del Negrete i del Remedio, que constitueixen dos dels cims més elevats de la serra. El pas, a través del port del Negrete, és freqüentat per ciclistes que realitzen la seva ascensió. A aquest efecte, existeixen senyals instal·lats per la Diputació de València que informen, a cada quilòmetre, de la distància fins al cim així com dels pendents mitjà i màxim en el proper quilòmetre.
Aquesta característica també la converteix en la carretera que dona accés al pic de vigilància contra incendis (PPIF del Negrete) i al repetidor de televisió i telecomunicacions, instal·lats tots dos en el Pic del Remedio, el més alt de la serra del Negrete, i als quals s'accedeix per un camí de servei no asfaltat que connecta amb la CV-391 molt prop del cim del port del Negrete.
La CV-391 també constitueix el tram final de la connexió entre Utiel i l'ermita del Remei, en la qual es troba la seva patrona, la Verge del Remei. Tots els anys, el 6 de setembre se celebra un romiatge que recorre els 10 quilòmetres que separen l'ermita del poble, 3 d'ells corresponents a la CV-391, per traslladar a la patrona a Utiel amb motiu de la celebració de les festes patronals. Aquest romiatge es repeteix en sentit invers l'últim diumenge d'octubre, per retornar a la Verge a la seva ermita.